# Jenny Skavlan

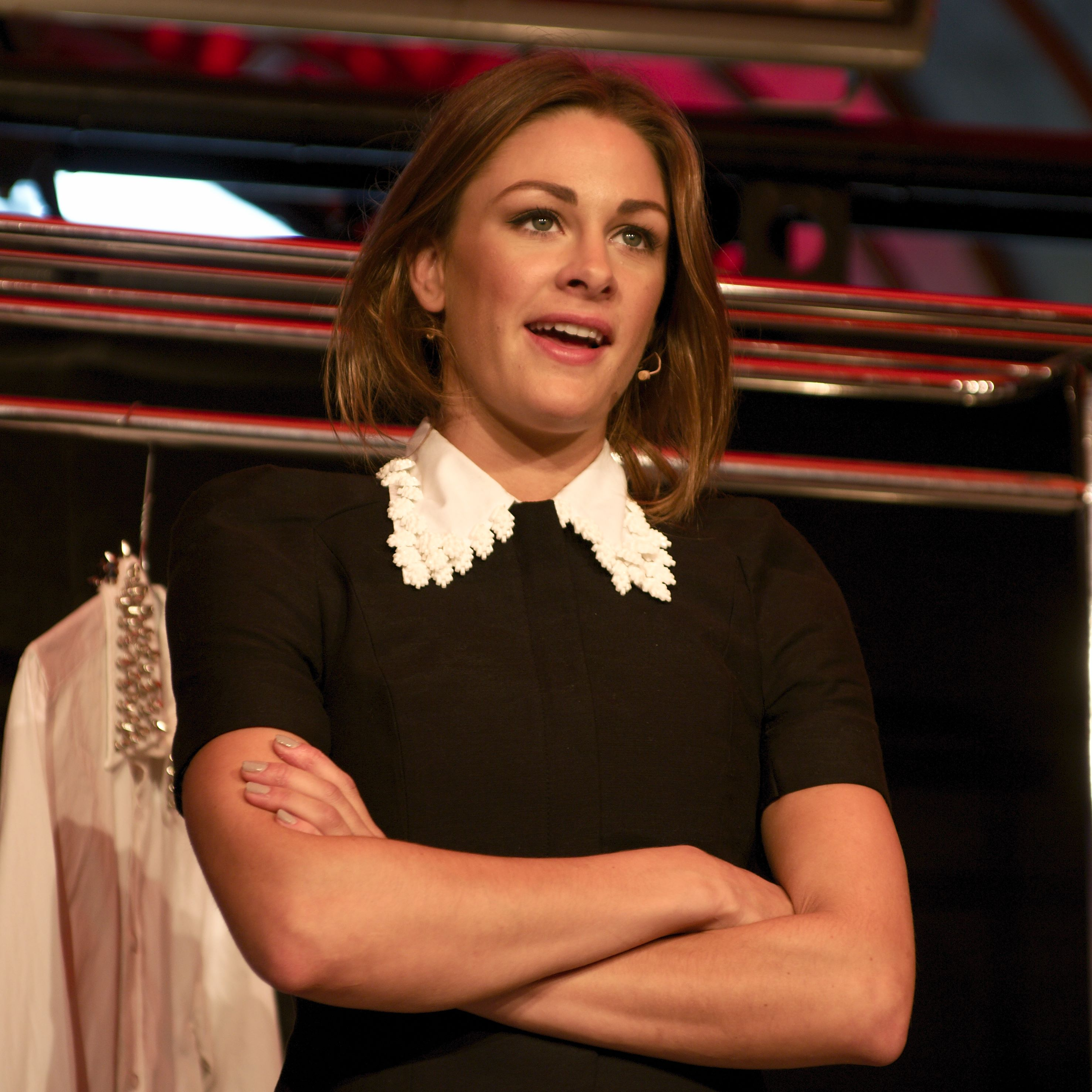
Jenny Skavlan, 2012

Jenny Ebbing Skavlan (* 3. Juni 1986 in Oslo) ist eine norwegische Schauspielerin, Moderatorin und Autorin.

## Leben
Skavlan ist die Nichte des bekannten norwegischen TV-Moderators Fredrik Skavlan. Sie wuchs im Osloer Stadtgebiet Bygdøy auf. Im Jahr 1995 spielte sie als Achtjährige im Film Auf der Jagd nach dem Nierenstein mit. Größere Bekanntheit erlangte sie schließlich im Jahr 2007, da sie in einer TV-Werbung der Tiefkühlpizza-Marke Grandiosa zu sehen war. Im Jahr 2008 zog sie nach Kopenhagen, wo sie Mode und Design studierte. Im selben Jahr nahm sie an der Tanzshow Skal vi danse beim Fernsehsender TV 2 teil. In der Folgezeit wirkte sie unter anderem bei mehreren Filmen wie Fatso – Und wovon träumst du? und Dead Snow mit.
Im Herbst 2012 veröffentlichte sie das Buch Sy om, in welchem sie über das Umnähen von Kleidungsstücken schrieb, 2013 folgte das Buch Sy om – igjen. Im Jahr 2016 folgte eine Zusammenarbeit mit dem dänischen Modeunternehmen Vero Moda.
Skavlan moderierte sowohl den Melodi Grand Prix 2013 als auch den Melodi Grand Prix 2014 gemeinsam mit Erik Solbakken. Im Jahr 2018 leitete sie gemeinsam mit Thomas Feldberg den Musikpreis Spellemannprisen 2017. Zuvor war sie dort bereits im Jahr 2015 gemeinsam mit Mona B. Riise als Moderatorin tätig. Im Frühjahr 2020 wurde die Dokumentarserie Avkledd im norwegischen Rundfunk Norsk rikskringkasting (NRK) ausgestrahlt, in der Skavlan über verschiedene Aspekte von Kleidung und Mode berichtete. Neben ihrer Tätigkeit für TV- und Filmproduktionen ist sie auch als Influencerin auf Plattformen wie Instagram tätig. Sie gewann beim norwegischen Influencer-Preis Vixen Awards unter anderem im Jahr 2020 die Auszeichnung in der Kategorie „Mode-Blog“.
Im Jahr 2021 war Skavlan Teilnehmerin an der TV-Show Kongen Befaler von TVNorge. Sie ging als Siegerin der Staffel hervor.

## Werke
- 2012: Sy om med Jenny Skavlan. Oslo, Aschehoug
- 2013: Sy om igjen. Oslo, Aschehoug

## Filmografie
- 1996: Auf der Jagd nach dem Nierenstein
- 2008: Fatso – Und wovon träumst du?
- 2009: Dead Snow
- 2010: Tomme tønner
- 2010: Påpp & Råkk (Fernsehserie, 2 Folgen)
- 2011: Tomme tønner 2 – Det brune gullet
- 2011: Hjelp, vi er i filmbransjen
- 2011: En gång i Phuket
- 2013–2015: Halvvägs till himlen (Fernsehserie, 24 Folgen)
- 2014: Børning – The Fast & The Funniest
- 2016: Børning 2
- 2018: Nesten voksen (Fernsehserie, 8 Folgen)